# باوردان
 باوردان  بالفارسية  باوردان  قرية صغيرة تتبع بلدة شيبكوه (بالفارسية: بخش شيبكوه ) من توابع مدينة لنجة وتقع في محافظة هرمزگان في جنوب إيران. تقع هذه القرية على بعد 7 كيلومترات في الشمال الشرقي لـ بندر جارك.

## السكان
يبلغ عدد سكان هذه القرية حسب تعداد السكان لعام 2006 للميلاد، (150) نسمه من أهل السنة والجماعة وعلى المذهب الحنبلي يتكلمون باللغة العربية، والفارسية المحلية، لهم
مسجد، ومدرسة، وعيادة صحية صغيرة، وبركتان لحفظ مياه الأمطار، بها المرافق العامة كالماء، والكهرباء، والهاتف. يمتهنون بتربية المواشي والزراعة ، وصيد السمك ، ولهم حوالي 500 نخلة مثمرة.